# Berovica
Berovica (cyr. Беровица) – wieś w Serbii, w okręgu pirockim, w mieście Pirot. W 2011 roku liczyła 9 mieszkańców.